# 私のように黒い夜
『私のように黒い夜』（わたしのようにくろいよる、原題: Black Like Me）は、ジョン・ハワード・グリフィンによる1961年刊行のノンフィクション書籍。本書はアメリカ深南部における人種差別下の黒人の生活を体験するために、著者が一時的に肌を黒く染め、黒人として旅した過程を記録した作品である。
テキサス州マンスフィールド生まれのグリフィンは、自身の肌を一時的に黒く染め、アフリカ系アメリカ人として旅立った。6週間にわたる旅の中で、彼はルイジアナ、ミシシッピ州、アラバマ州、アーカンソー州、ジョージア州といった人種的に分離された州を巡り、肌の色の違いから見ることのできる生活を探求した。
旅行中、グリフィンは自身の体験を日記にしるし、その188ページに及ぶ日記がこの本の元となった。1959年に彼がプロジェクトを始めた時、アメリカの人種間の関係は緊張状態にあった。この本のタイトルは、ラングストン・ヒューズの詩「ドリーム・バリエーション」の最後の行から取られている。
1964年に、ジェームズ・ホイットモアが主演した映画『ブラック・ライク・ミー』が公開された。そして、一世代後、ロバート・ボナッツィがグリフィンと彼の体験、生涯に関する伝記『Man in the Mirror: John Howard Griffin and the Story of Black Like Me』を1997年に発表した。

## 旅の過程

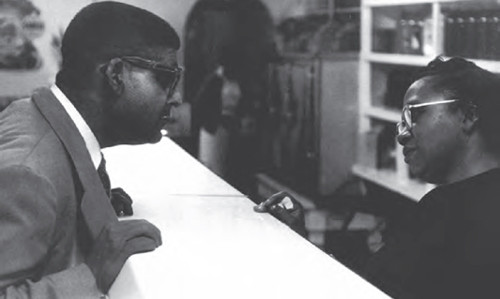
黒人のふりをして黒人用カフェに入るグリフィン

1959年末、ジョン・ハワード・グリフィンはルイジアナ州ニューオーリンズの友人の家に向かった。グリフィンは、皮膚科医の配慮のもとで白斑症の治療薬であるメトキサレンを大量に服用し、1週間にわたって最大で1日15時間、紫外線ランプを受けた。 また、肝臓への損傷がないかを確認するために定期的に血液検査を受けた。肌の黒さが完璧ではなかったので、ステインを使用した。まっすぐな茶色の髪を隠すため、頭を丸刈りにし、グリフィンは、南部での6週間の旅にでた。彼の旅にはドン・ラトリッジも同行し、写真で記録した。
グリフィンは旅行中、自分の名前を変えたり、正体を偽ったりしないというルールを守った。もし彼に自分が誰で、何をしているのか尋ねられた場合、彼は正直に答えることにした。最初は、南部アメリカの黒人社会に順応するために、できるだけ話すことを控えることにした。彼はどこでも白人から受ける「憎しみの視線」に慣れていった。
変装した後、白人としてグリフィンを知る多くの人々は彼に気づかなかった。グリフィンが気の置けない友人とみなしていたフレンチ・クォーターの黒人靴磨き職人スターリング・ウィリアムズもグリフィンに気づかなかった。彼はまず、自分が他の誰かと同じような珍しい靴を履いていることをほのめかしたが、スターリングはグリフィンが彼に言うまで、やはり彼に気づかなかった。グリフィンは黒人社会に入り込む手助けが欲しかったので、ウィリアムズに自分の正体とプロジェクトについて話すことにした。
ニューオーリンズのある小さなレストランで、黒人のカウンター係はグリフィンとトイレを探す大変さについて話した。彼はカトリック教会についての質問を、「トイレを探すために祈ることに多くの時間を費やす」というジョークに変えた。
あるバスで、グリフィンは白人女性に席を譲ろうとしたが、黒人の乗客たちから嫌な顔をされた。彼は白人女性と打ち解けたと思ったが、彼女は彼を侮辱し、他の白人乗客と一緒に黒人がいかに生意気になっているかについて話し始めた。
グリフィンは、11月下旬に、アラバマ州モンゴメリーで旅を終えることにした。ホテルの部屋で3日間、日に当たらず、肌を黒くする薬の服用をやめた。肌が自然な色に戻ってから、モンゴメリーの白人地域に行くと、人々がどれだけ自分を温かく扱っているのかに驚かされた。

## 反応
本が出版されたのち、グリフィンは多くの支持の手紙を受け取った。一方、敵意を込めた手紙はほとんど寄せられなかったと彼は述べた。この経験は、彼にとって非常に感銘を与えるものであった。
グリフィンは一時期、国中で名を馳せる存在となった。彼は1975年の一篇において、後の書籍に収録されることとなるが、故郷のテキサス州マンスフィールドにおいて彼とその家族に対する敵意と、脅威に遭遇した出来事を振り返っている。彼は安全のために数年間、メキシコへと身を寄せた。
1964年、ミシシッピ州でパンクしたタイヤのために停車している最中、グリフィンは白人男性のグループに暴行され、鎖で殴られた。この暴行は彼の著書に対する反発から生まれたものとされている。彼はその傷から回復するのに5ヶ月を要した。

## 前例
ピッツバーグ・ポスト・ガゼットのジャーナリスト、レイ・スプリーグルは、十数年前に同様のプロジェクトに着手していた。1948年5月、スプリーグルは自身を黒人と偽り、黒人アトランタの政治的・社会的リーダーであるジョン・ウェズリー・ドッブスとともに、深南部を1か月間旅した。この旅には、NAACPから提供されたガイドも同行した。8月になると、スプリーグルは「30日間、南部で黒人として過ごした」というタイトルの記事シリーズを執筆し、『ニューヨーク・ヘラルド・トリビューン』などの14の新聞に配信された。スプリーグルの新聞記事は、彼の1949年の著書『In the Land of Jim Crow.』の基盤となった。ビル・スタイガーウォルドは、彼の2017年の著書『30日間、黒人であった』で、スプリーグルの旅行とその記事が国に与えた影響について、詳細に論じている。

## 出版歴
写真雑誌『セピア』は、最初にこの記録を連載記事として掲載する権利と引き換えに、このプロジェクトに資金を提供し、『Journey into Shame』というタイトルで掲載した。

### アメリカ合衆国
- John Howard Griffin (1961). Black Like Me. Houghton Mifflin. LCCN 61-5368
- John Howard Griffin (1962). Black Like Me. Signet Books. ISBN 0-451-09703-3
- John Howard Griffin (1977). Black Like Me. Houghton Mifflin. ISBN 0-395-25102-8
  - 2nd Edition, with an epilogue by the author, written three years before his death in 1980.
- John Howard Griffin (1996). Black Like Me: 35th Anniversary Edition. Signet. ISBN 0-451-19203-6
  - With an epilogue by the author and a new afterword by Robert Bonazzi. Library-bound printing is ISBN 0-88103-599-8
- John Howard Griffin (1999). Black Like Me. Buccaneer Books. ISBN 1-56849-730-X
- John Howard Griffin (2003). Black Like Me. New American Library Trade. ISBN 0-451-20864-1
- John Howard Griffin (2004). Black like Me: The Definitive Griffin Estate Edition, Corrected from Original Manuscripts. Wings Press. ISBN 0-930324-72-2
  - New edition. With a foreword by Studs Terkel, historic photographs by Don Rutledge, and an afterword by Robert Bonazzi. Library-bound printing is ISBN 0-930324-73-0
- John Howard Griffin (2010). Black Like Me (50th Anniversary Edition). Signet. ISBN 978-0451234216

### イギリス
- John Howard Griffin (1962). Black Like Me. Collins
- John Howard Griffin (1962). Black Like Me. The Catholic Book Club
- John Howard Griffin (1962). Black Like Me. Grafton Books. ISBN 0-586-02482-4 (repeatedly reprinted under same ISBN)
- John Howard Griffin (1964). Black Like Me. Panther. ISBN 0-586-02824-2
- John Howard Griffin (2009). Black Like Me. Souvenir Press. ISBN 978-0-285-63857-0

### 日本
- ジョン・ハワード・グリフィン 著、関口功 訳『わたしのように黒く』筑摩書房〈現代世界ノンフィクション全集 24〉、1967年。
- J.H.グリフィン 著、平井イサク 訳『私のように黒い夜』至誠堂、1967年。
- J.H.グリフィン 著、平井イサク 訳『私のように黒い夜(至誠堂新書)』至誠堂、1974年。
- J.H.グリフィン 著、平井イサク 訳『私のように黒い夜』ブルース・インターアクションズ、2006年。